# AMAG Austria Metall
AMAG Austria Metall AG (AMAG) er en østrigsk aluminiumsproducent med hovedkvarter i Braunau am Inn, Oberösterreich. AMAG fremstiller primæraluminium og halvaluminium. De har 2.200 ansatte og en årsomsætning på 1,26 mia. euro.
I 1939 opførte Vereinigten Aluminiumwerke AG et aluminiumssmelteværk i Ranshofen nær Braunau am Inn.